# Tetragnatha filiformata
Tetragnatha filiformata este o specie de păianjeni din genul Tetragnatha, familia Tetragnathidae, descrisă de Roewer în anul 1942.
Este endemică în Guyana. Conform Catalogue of Life specia Tetragnatha filiformata nu are subspecii cunoscute.